# Broze
Broze település Franciaországban, Tarn megyében. Lakosainak száma 106 fő (2022. január 1.). Broze Gaillac, Cahuzac-sur-Vère, Castelnau-de-Montmiral és Montels községekkel határos.

## Népesség
A település népességének változása:
| Lakosok száma | 109  | 114  | 117  | 119  | 120  | 121  | 116  | 111  | 106  |
|               | 2013 | 2015 | 2016 | 2017 | 2018 | 2019 | 2020 | 2021 | 2022 |